# Cunday
Cunday est une municipalité colombienne située dans le département de Tolima.